# 讓-巴蒂斯特·塞西爾
讓-巴蒂斯特·塞西爾（法語：Jean-Baptiste Cécille，發音：[ʒɑ̃ batist tɔmɑ mede sesil]；1787年10月16日—1873年11月9日），法國海軍上將、政治家。
塞西爾曾於1837年至1839年期間率領護衛艦「女英雄」號（Héroïne）環游世界，其間為調查紐西蘭做出了貢獻。
1843年，法國外交部長弗朗索瓦·基佐派他與萊昂納爾·沙內一起率領艦隊前往越南。由於英國在第一次鴉片戰爭中擊敗中國，法國希望從南方進入中國，以削弱英國的影響力。法國出兵的藉口是協助英國在中國的活動、且對越南迫害法國籍傳教士作出回應。外交官拉萼尼隨行。法國試圖占據巴西蘭作為遠東的一個基地，但遭到西班牙的强烈反對而沒有成功。
1845年，在塞西爾的努力下，越南朝廷釋放了法國籍主教多米尼克·勒菲弗。
塞西爾於1846年6月駛向琉球，試圖與日本建立聯繫。隨後駛向長崎，但日本人拒絕讓他登陸。在途中，他發現了大隅群島，後以其名字命名為「塞西爾群島」（Archipel Cécille）。1846年9月，他駛向朝鮮，試圖讓朝鮮朝廷釋放被捕的神父金大建，但金大建不久後被處決。
1847年，勒菲弗再度被越南逮捕。塞西爾派奧古斯丁·德·拉皮埃爾（Augustin de Lapierre）和夏爾·里戈·德·熱努伊（黎峨）率領兵船前往越南沱㶞，要求釋放被捕的傳教士。談判未能取得成功，法軍遂開炮擊沉了沱㶞的所有越南兵船之後離去，是為炮擊沱㶞。
在這一系列事件之後，塞西爾再次駛向朝鮮，試圖讓一些傳教士滲透進朝鮮傳教，但他的船隻擱淺了，最終他被一艘英國船隻所救。
塞西爾在返回法國後開始從政，並於1848年成為制憲議會的濱海塞納省代表。他支持路易-拿破崙·波拿巴，被提名為駐英國大使。1852年當選參議院議員。